# Vent dominant

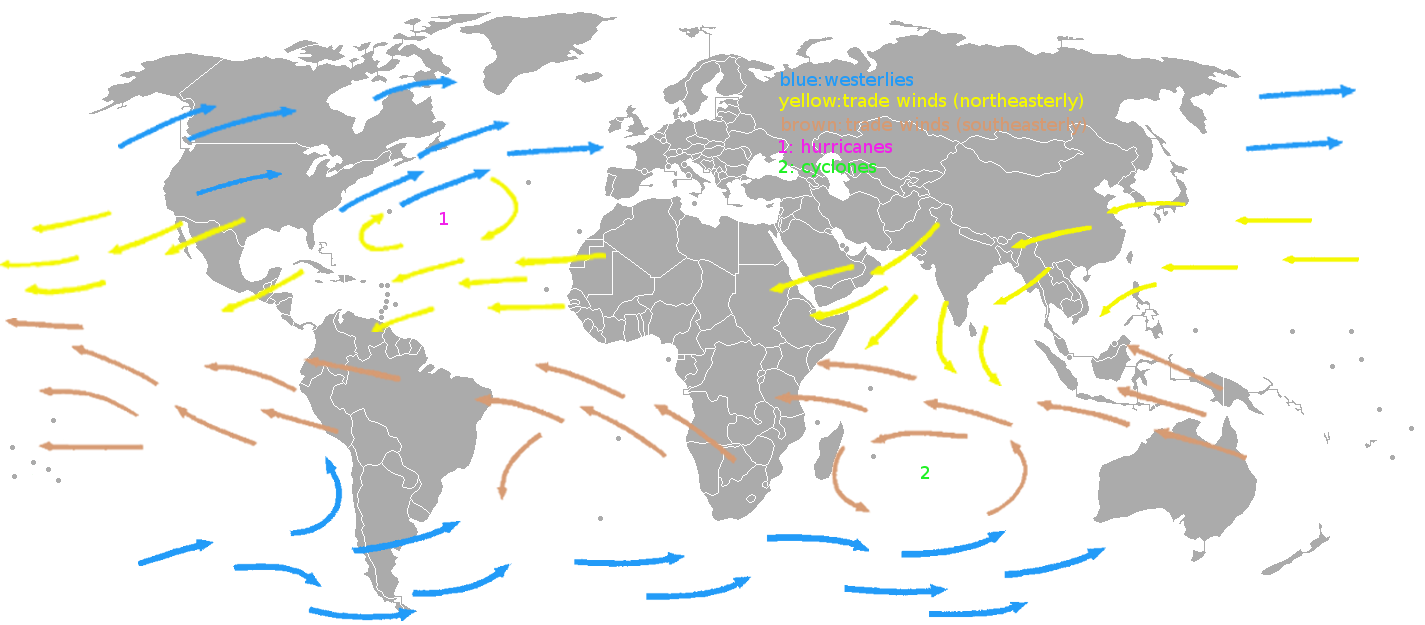
Carte mondiale des vents dominants à la surface terrestre. au nord du tropique du Cancer et au sud du tropique du Capricorne. Vents d'est (les alizés) sous les tropiques : dans l'hémisphère nord, dans l'hémisphère sud.

Un vent dominant pour un lieu donné, est le vent qui souffle le plus fréquemment, généralement selon une direction privilégiée.
Sans précision, il s'agit du vent mesuré au niveau des stations météorologiques au sol. À des altitudes différente, le vent peut avoir des forces et des directions différentes. Ainsi en cas d'inversion atmosphérique, la fumée d'une cheminée basse peut prendre une direction inverse du panache émis par une cheminée très haute située au même endroit, ce qui peut avoir une importance pour l'évaluation de la pollution de l'air, et pour le choix du lieu d'installation des capteurs destinés à évaluer cette pollution. 

## Enjeux

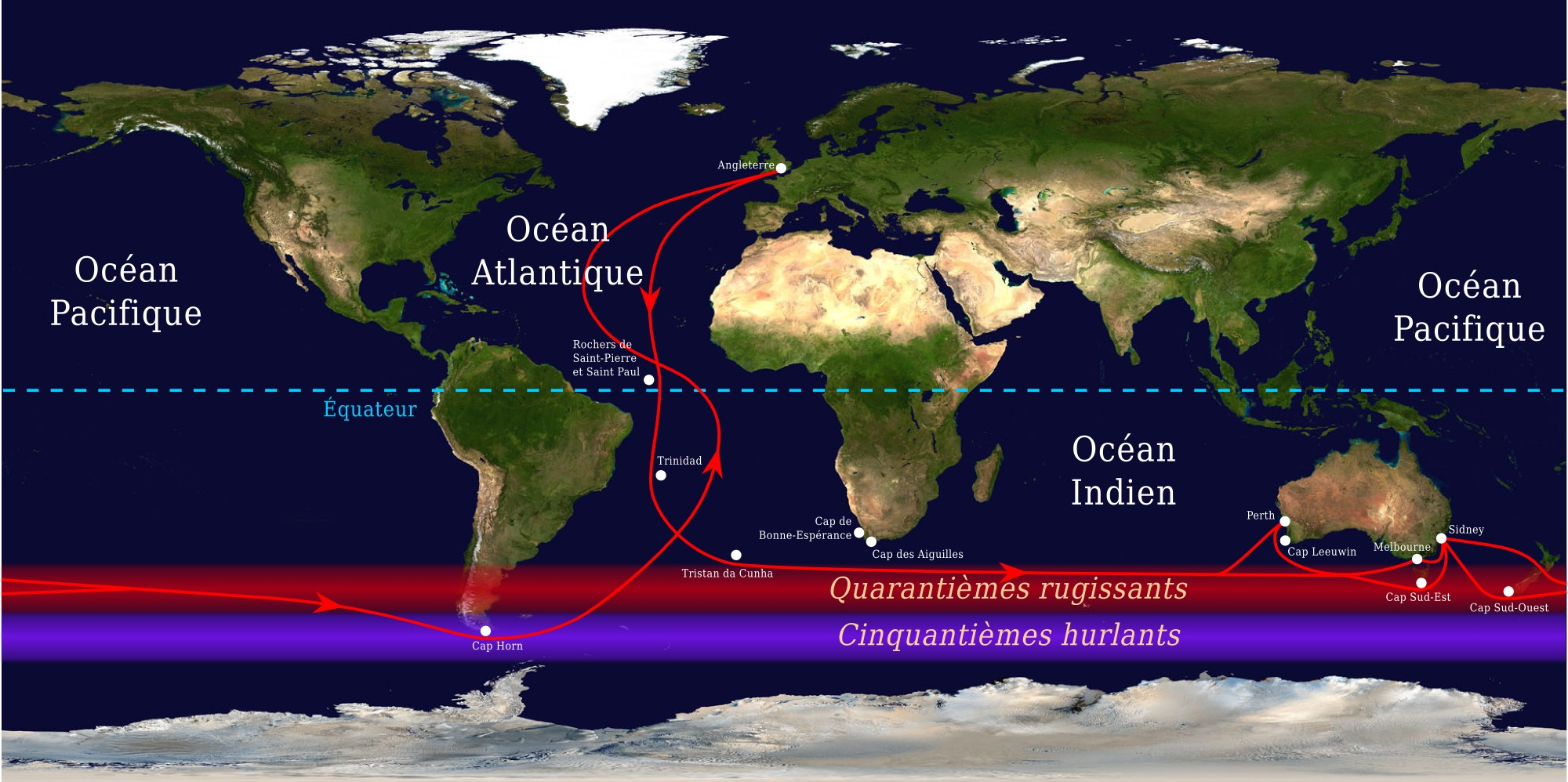
Routes commerciales au temps de la marine commerciale à voile

C'est un élément important de la prévision météorologique (pour les marins et plaisanciers) notamment, et également de la modélisation de la pollution de l'air et des panaches de pollution. Il explique la formation des dunes et peut avoir une importance pour certains systèmes agricoles et pour les choix de conception architecturale et d'urbanisme.
Dans l'image ci-contre, la route des clippers (en) reliant l'Europe aux Indes et à l'Australie par navire à voile était une circumnavigation par le cap de Bonne Espérance, le cap Leeuwin et le cap Horn, dans le sens des vents dominants appelés traditionnellement les quarantièmes rugissants et les cinquantièmes hurlants.